# Филипівка (Правдинський район)
Филипівка (рос. Филипповка) — селище Правдинського району, Калінінградської області Росії. Входить до складу Домновського сільського поселення.
Населення —  182 особи (2015 рік). 

## Населення
| 2002 | 2010 |
| ---- | ---- |
| 171  | ↗182 |